# Creusa (nome)
Creusa  è un nome proprio di persona italiano femminile.

## Varianti in altre lingue
- Catalano: Creüsa
- Esperanto: Kreŭzo
- Francese: Créuse, Créüse
- Galiziano: Creúsa
- Greco antico: Κρέουσα (Kreousa)[4]
- Latino: Creusa[1]
- Olandese: Creüsa
- Polacco: Kreuza
- Portoghese: Creúsa (PT) - Creuza (BRA)
- Russo: Креуса (Kreusa)
- Spagnolo: Creúsa
- Tedesco: Kreusa
- Ungherese: Kreusza

## Origine e diffusione

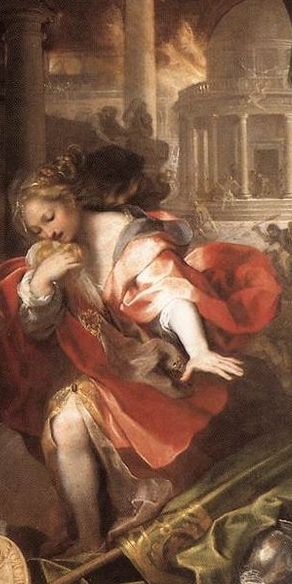
Creusa in un dipinto di Federico Barocci

È un nome di tradizione classica, adottato nel Rinascimento, portato da diversi personaggi della mitologia greca, fra i quali spicca in particolare Creusa, figlia di Priamo e moglie di Enea, di cui parla Virgilio nell'Eneide.
Etimologicamente, il nome deriva dal greco antico Κρέουσα (Kreousa), con il significato di "signora", "padrona", "regina", analogo a quello dei nomi Marta, Sara, Donna, Lia, Freya, Despina e Matrona. Dalla stessa radice deriva anche il nome Creonte.
Il nome, che è attestato sia nella pronuncia Crèusa che nella pronuncia Creùsa, gode di scarsissima diffusione.

## Onomastico
Il nome è adespota, ovvero non è portato da alcuna santa, quindi l'onomastico ricorre il 1º novembre, giorno di Ognissanti.

## Persone

### Variante Creuza
- Maria Creuza, cantante brasiliana

## Il nome nelle arti
- Creusa, personaggio della tragedia Medea di Seneca.
- Creusa è un personaggio della tragedia di Euripide, Ione.